# تيودور بيلروت
كرستيان ألبرت تيودور بيلروت (بالألمانية: Christian Albert Theodor Billroth)‏ ـ (26 أبريل 1829 ـ 6 فبراير 1894) هو جراح نمساوي، بروسي المولد، يعد الأب المؤسس لجراحة الجهاز الهضمي. كان أيضًا موسيقيًا هاويًا، وكانت تربطه صداقة وثيقة بالمؤلف الموسيقي يوهانس برامز، أبرز رموز الموسيقى في فيينا في عصره.

## مطلع حياته والتعليم
وُلِد بيلروت في بيرغن اوف روغن في مملكة بروسيا، وكان ابن قس. توفي والده بسبب مرض السل عندما كان بيلروت في الخامسة من عمره. التحق بالمدرسة في غرايفسفالد حيث حصل على درجة أبيتور في عام 1848. كان بيلروت طالبًا غير مبالٍ، وقضى في التدرب على البيانو وقتًا أطول من وقته في الدراسة. هائمًا بين مهنته كموسيقي أو كطبيب، خضع لرغبة والدته والتحق بجامعة جرايفسفالد لدراسة الطب، لكنه ترك مقرره الدراسي الأول؛ لدراسة الموسيقى، بيد أن البروفيسور فايلهلم باوم نقله معه إلى غوتنغن، وعادت المياه إلى مجاريها فيما يتعلق بمسيرته الطبية. ثم رافق البروفيسور باوم إلى جامعة غوتنغن، وأكمل الدكتوراه في الطب من جامعة فريدريك ويليام في برلين في عام 1852. إلى جانب رودولف فاجنر (1805-1864) وجورج مايسنر (1829-1905)، ذهب بيلروت إلى ترييستي لدراسة أسماك الرعاد.

## مسيرته في الجراحة
من 1853 إلى 1860 كان بيلروت مساعدًا في عيادة بيرنهارد فون لانجبيك الجراحية في شاريتيه في برلين. هناك كان أيضا متدربًا لدى كارل لانغنبوخ. في عام 1860، قبل بيلروت عرضًا من جامعة زيورخ ليصبح رئيسًا لشعبة الجراحة السريرية، ومديرًا للمستشفى الجراحي في زيوريخ. كانت بداية حياته المهنية في سويسرا غير واعدة: خلال فصله الدراسي الأول من التدريس، كان لديه عشرة طلاب فقط، وقال بنفسه إن الدخل الذي تلقاه من ممارسته الخاصة لم يكن كافيًا لدفع ثمن فنجان القهوة الصباحي. لكن سمعته نمت بسرعة. كان لبيلروت شخصية مؤثرة، إذ جذب الطلاب والمتدربين الجراحيين إلى صفوفه. كان محبوبًا من قبل طلابه، وكان مدرسًا جامعيًا ناجحًا على مستوى الدراسات الأولية والعليا. توافد الطلاب على محاضراته، وبالتعاون مع زملائه النشطين، تمكن من رفع كلية الطب في زيوريخ إلى موقع بارز في مدارس اللغة الألمانية في غضون بضع سنوات فقط.
أثناء وجوده في زيوريخ، نشر بيلروت كتابه المدرسي الكلاسيكي (علم الأمراض والعلاج الجراحي العام) (1863). في الوقت نفسه، قدم مفهوم عمليات التدقيق، ونشر جميع النتائج، الجيدة والسيئة، والتي نتج عنها تلقائيًا مناقشة صادقة حول الحالات المرضية والوفيات والتقنيات، مع تحسينات في انتقاء المرضى.
عُيِّن أستاذا للجراحة في جامعة فيينا في عام 1867، خلفًا لفرانز شوه. هناك، مارس الجراحة كرئيس للعيادة الجراحية الثانية في مستشفى Allgemeine Krankenhaus (مستشفى فيينا العام). على الرغم من أنه وضع أساس شهرته في زيوريخ، إلا أنه في فيينا، التي تمثل مسرحًا أكبر وأكثر وضوحًا، أسس نفسه كاسم لامع في عالم الجراحة.
خلال الحرب الفرنسية البروسية، قام بيلروت بعمل ممتاز في المستشفى العسكري في مانهايم وفايسنبرغ، حيث عالج مجموعة متنوعة من الإصابات المروعة في ساحة المعركة من خلال العمليات الجراحية العدوانية والطموحة؛ جسّدَ تجربته في جراحة الحرب في كتابه «رسائل جراحية من مانهايم وفايسنبرغ». تأثر كثيرًا بأهوال الحرب لدرجة أنه كان بعد ذلك مناصرًا متحمسًا للسلام. في 3 ديسمبر، 1891، ألقى خطابًا عن رعاية الجرحى في الحرب، خطابٌ ترك أثرًا عميقًا في مشاعر الحاضرين وأدى إلى التصويت على تخصيص مبالغ مالية كبيرة من قِبل الغرف التشريعية النمساوية لتوفير وسائل كافية للإغاثة للجرحى.
لم يقتصر على الجراحة فقط، بل أجرى أبحاثًا مكثفة حول مرض أصاب العديد من مرضى الجراحة في ذلك الوقت: حمى الجرح. أطروحته حول حمى الجرح، المعنونة «تحقيقات الأشكال التكاثرية الخُضرية لبكتيريا Coccobacteria septica» (1874) خلصت إلى أن السبب كان بكتيريًّا؛ كان بيلروت سريعًا في استخدام تقنيات التعقيم في ممارسته الجراحية، وانخفض عدد المرضى المصابين بالجروح المصابة بحمى الجرح بشكل كبير. مع انخفاض خطر الإصابة بالعدوى الجراحية القاتلة من خلال عمله وعمل غيره، شرع بيلروت في تحويل انتباهه إلى الجراحة والمجال الجديد الرائد في تغيير أو إزالة الأعضاء التي كانت تعتبر في السابق غير قابلة للوصول.
كان متبنيًا مبكرًا لـ «المعطف الأبيض» (كما وُضِّح في لوحة سيليجمان في عام 1890)، كان بيلروت مسؤولًا مباشرًا عن عدد من العلامات الفارقة في الجراحة؛ في عام 1872، كان أول من أجرى عملية استئصال المريء، وأزال قسمًا من المريء وضم الأجزاء المتبقية معًا. في عام 1873، أجرى أول عملية لاستئصال الحنجرة، إذ استئصل الحنجرة السرطانية بالكامل. كان أول جراح يستأصل سرطان المستقيم وبحلول عام 1876، كان قد أجرى 33 عملية من هذا القبيل. بحلول عام 1881، جعل بيلروت الجراحة المعوية تبدو شائعة. ولكن من أكثر إنجازاته شهرة هو بلا شك أول عملية استئصال ناجحة ناجحة لسرطان المعدة. في 29 يناير من عام 1881، بعد العديد من المحاولات المشؤومة، أجرى بيلروت أول عملية استئصال ناجحة للسرطان التجويفي للمريضة تيريز هيلر، التي عاشت لمدة 4 أشهر تقريبًا وتوفيت بسبب ورم خبيث في الكبد. أنجز هذه العملية من خلال إغلاق جانب الانحناء الأكبر في المعدة وتشريح الانحناء الأصغر إلى الإثني عشر، في عملية لا تزال تعرف باسم (بيلروت 1) حتى يومنا هذا.
كان نشاط بيلروت الأدبي واسع الانتشار، حيث بلغ عدد الكتب والأوراق المنشورة التي ألفها حوالي مائة وأربعين. تعاون مع فون بيتا في (كتاب الجراحة العامة والخاصة) (1882). إذ ساهم بيلروت في قسم مرض التصلب الرئوي والسل، وإصابات وأمراض الثدي، والأدوات والعمليات، والحروق، قضمة الصقيع، إلخ.
قام بيلروت بتمرير روحه الفكرية النشطة إلى العديد من الطلاب المتميزين، حيث قام بإنشاء «مدرسة بيلروت» للأتباع. لا يبدو أن أي جانب من جوانب مهنته يفلت من تدقيقه الشديد، سواء كان ذلك في مجال البحث أو التدريس أو الإدارة أو التمريض. لم يكن لديه شيءٌ قيمٌ يقوله عن كل من هذه المواضيع فحسب، بل رأى في كثير من الأحيان أن أفكاره أصبحت حقيقة ملموسة. في جميع المجالات التي سعى للتأثير عليها، كان يسترشد بالإيمان بوحدة العلم والفن، وبالثقة في قدرته على إحداث التغيير.
كان بيلروت فعالًا في تأسيس أول مدرسة فكرية حديثة في الجراحة. كان لديه أفكار جذرية حول التدريب الجراحي، إذ ساند التدريب المهني الجراحي طويل الأمد بعد الانتهاء من الدراسات الطبية التي تتضمن العمل الأولي في المستشفيات يليها إجراء عمليات جراحية على الجثث والحيوانات التجريبية. وسيتبع ذلك سنتان إلى ثلاث سنوات من العمل كمساعد في قسم الجراحة مع دراسات الأدب الجراحي واكتساب مهارات عملية متقدمة. وكان من بين تلاميذه نجوم لامعون مثل ألكساندر فون وينوارتر، وجان ميكوليتش راديكي وجون ب. مورفي. تأثر برنامج الإقامة الجراحية الرائد لويليام هالسيد بشكل كبير بطرق بيلروت الخاصة بالتعليم الجراحي.

## الموسيقى
كان بيلروت عازف بيانو كمان هاويًا وموهوبًا. خلال الفترة التي قضاها في زيوريخ، عزف بانتظام في رباعية وترية مع موسيقيين محترفين مثل ثيودور كيرشنر وفريدريش هيجار. في عام 1865، التقى برامز لأول مرة عندما عزف الملحن والعازف الصاعد في حفلة بيانو روبرت شومان وعزف أعماله الخاصة في زيوريخ. بعد انتقال بيلروت إلى فيينا في عام 1867 أصبحا صديقين مقربين وتبادلا العديد من الأفكار الموسيقية. أرسل برامز في كثير من الأحيان إلى بيلروت مخطوطاته الأصلية من أجل الحصول على رأيه قبل النشر، وشارك بيلروت كموسيقي في بروفات العديد من أعمال برامز قبل عروضهم الأولى. أهدى برامز أول مجموعتين له من الأوتار الرباعية، Opus 51، إلى بيلروت.
شكّل بيلروت وبرامز، بالإضافة إلى الناقد الموسيقي اللاذع والمؤثر في فيينا، إدوارد هانسليك، جوهر المحافظين الموسيقيين الذين عارضوا ابتكارات ريتشارد فاغنر وفرانز ليست. في الصراع، المعروف باسم حرب الرومانسيين، دعم بيلروت برامز، لكنه كان دائمًا عادلًا ووزَنَ تعليقاته. كتب في عام 1888 «كان فاغنر موهبة كبيرة جدًا في العديد من التوجهات».

## روابط خارجية
- تيودور بيلروت على موقع الموسوعة البريطانية (الإنجليزية)
- تيودور بيلروت على موقع إن إن دي بي (الإنجليزية)